# Diamond-fa
A Diamond-fa egy hatalmas eukaliptusz, amely 10 kilométernyire délre található Manjimuptól, Nyugat-Ausztráliában, a délnyugati főútvonal közelében. 
A fa koronájában 1939-ben egy fából készült tűzfigyelőpontot építettek 52 méternyire a talaj szintje felett. A megfigyelőpont a legrégebbi fából készült és a mai napig is álló ilyen létesítmény Ausztráliában. A Diamond-fa az egyike annak a három tűzfigyelésre használt fának, amelyek a déli erdőségekben találhatóak és, amelyek 1941-től 1973-ig nyaranta a kialakuló bozóttüzek megfigyelésére voltak hivatottak. E kilátót ma a DEC, azaz a Department of Environment & Conservation, vagyis a Környezet- és Természetvédelmi Hivatal működteti, abból a célból, hogy időről-időre innen segítsék a légimentést. A maga 52 méteres magasságából remek kilátás nyílik a környező erdőségekre. * Diamond Tree article - Department of Environment and Conservation

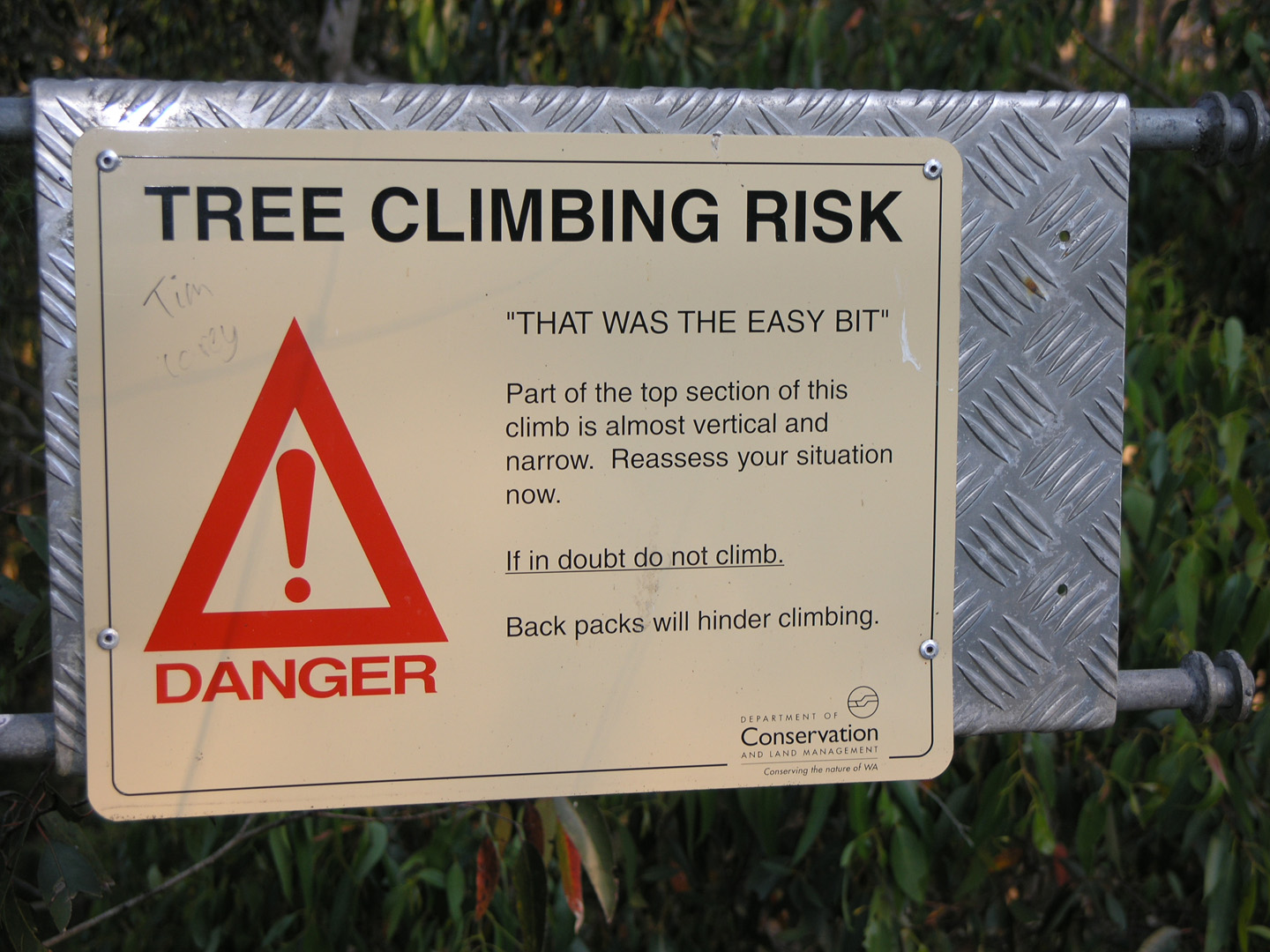
Egy figyelmeztető jelzés a Diamond-fán

## Fordítás
Ez a szócikk részben vagy egészben  a   Diamond Tree című angol Wikipédia-szócikk ezen változatának fordításán alapul.  Az eredeti cikk szerkesztőit annak laptörténete sorolja fel. Ez a jelzés csupán a megfogalmazás eredetét és a szerzői jogokat jelzi, nem szolgál a cikkben szereplő információk forrásmegjelöléseként.